# Вулиця Збаразька (Тернопіль)
Вулиця Збаразька — одна з магістральних вулиць міста Тернополя, з'єднує житловий масив «Сонячний» та мікрорайони «Північний» і Аляска з центром міста. 
Розпочинається від кільцевої розв'язки з залізничним тунелем, вулицями Бродівською, Вояків дивізії «Галичина» та Галицькою, пролягає на північний схід та закінчується на кільці біля «Текстильника». Довжина — близько 800 м. 
По лівій стороні до вулиці прилягають вул. Лозовецька та Шота Руставелі, по правій — провулок Галицький.

## Історія
Здавно вулиця служила дорогою з Тернополя до Збаража, звідки і пішла її назва. Вулиця Збаразька згадується у інвентарі міста 1672 року, але складно зрозуміти де саме вона тоді проходила. Тодішня вулиця виходила одним боком до ставу, над яким стояли дві кузні. Логічно бачити цю вулицю північніше ринкових кварталів, приблизно посередині сучасного майдану Волі.
Є відомості про існування у XVII ст. монастирка з церквою Пречистої Діви Марії на північно-східному передмісті між вулицями Збаразькою і Вертепною.
Під час походу Богдана Хмельницького на Львів у 1649 р. під Тернополем загинув козацький сотник Бинюга. Його поховали біля Збаразької дороги в улоговині неподалік джерела — витоку річки Рудки (тепер парк Національного відродження).
На першому плані міста 1797 року, складеним інженером Антоном фон Посареллі, видно, що старе місто зі Збаражем єднала Старо-Збаразька дорога. З часом вона дала початок вул. Словацького, площі св. Теклі (сучасне перехрестя бульвару Шевченка, Камінної та Опільського), вул. Качали і Городній. Далі дорога йшла за межами міста приблизно там де сучасна вул. Збаразька.
Після прокладання залізниці з Красного до Тернополя у 1870 році Збаразьку дорогу поділили на дві окремі вулиці — пізніші вул. Качали та Городня, а транспортну проблему вирішили, збудувавши міст-віадук над річкою Рудкою, який служить й до сьогодні.
Практично до Другої Світової війни вулиця була заміською дорогою (Droga Staro-Zbarazka), яку оточували городи місцевих мешканців та поодинові партерові будинки.
У радянський період почалась масштабна розбудова і розширення меж Тернополя, утворився Промисловий район та житловий масив «Сонячний», а вулиця Збаразька стала внутрішньою міською магістраллю.

## Транспорт
Вулиця є однією з найінтенсивніших транспортних магістралей міста, особливо в час пік. На вулиці розташовані 4 зупинки громадського транспорту:
- вул. Збаразька (від центру) — автобусні маршрути № 14, 15, 16, 19, 20, 20А, 22, 22А, 24, 27, 30, 35, 36, 38, 39, тролейбуси № 3, 5, 6, 8, 9.
- вул. Збаразька (до центру) — автобусні маршрути № 13, 16, 19, 20, 20А, 22, 22А, 25, 27, 30, 35, 36, 39, тролейбуси № 3, 6, 8, 9, 10.
- вул. Шоти Руставелі (від центру) — автобусні маршрути № 14, 15, 16, 19, 20, 20А, 22, 22А, 24, 27, 30, 35, 36, 38, 39, тролейбуси № 3, 5, 6, 8, 9.
- вул. Шоти Руставелі (до центру) — автобусні маршрути № 13, 16, 19, 20, 20А, 22, 22А, 25, 27, 30, 35, 36, 39, тролейбуси № 3, 6, 8, 9, 10.

## Комерція
- Ресторан «Старий Млин» (вул. Бродівська, 1А, вхід з вул. Збаразької)
- Ресторан «Фламінго» (Збаразька, 1)
- Меблевий центр «АРС» (Збаразька, 18)
- Супермаркет «АТБ» (Збаразька, 18)
- Відділення «Ощадбанку» (Збаразька, 35)

## Релігія
- Новоапостольська церква (Збаразька, 8А)